# Artà
Artà és una vila i municipi situat al nord-est de l'illa de Mallorca, a la comarca de Llevant, a la comunitat autònoma de les Illes Balears. Amb una població d'aproximadament 8.387 habitants el 2024, Artà és coneguda per la seva bellesa natural i la seva rica història. El municipi compta amb un patrimoni natural i cultural destacat, i és un dels centres turístics més importants de la zona, gràcies als seus espais naturals, com el Parc Natural de la Península del Llevant, així com els seus monuments històrics i les seves festes tradicionals.
Artà és també coneguda per albergar la muntanya més alta de les serres de Llevant: sa Talaia Freda, amb 562 metres d'altitud. El municipi limita amb altres municipis de la comarca, com Capdepera, Son Servera, Sant Llorenç des Cardassar, Petra i Santa Margalida, i es beneficia d'una costa amb diverses platges d'aigües cristal·lines, com les de Cala Torta i Cala Mitjana.
A més del seu atractiu natural, Artà destaca per la seva història i tradicions, amb esdeveniments culturals i festius que continuen sent una part fonamental de la identitat local. L'economia d'Artà es fonamenta en sectors com el turisme, l'agricultura, i els serveis, amb una gran part de la població dedicada a activitats relacionades amb la producció agroalimentària i l'artesania local.

## Nom
El topònim Artà apareix documentat per primera vegada en els primers documents de l'edat mitjana, a partir del segle xiii, amb les formes "Yartan" i "Artà". Aquest nom presenta paral·lelismes amb el de la vila d'Artana, situada a la comarca de la Plana Baixa (província de València), suggerint una possible connexió o influència a través dels contactes comercials o culturals entre aquestes dues àrees.
Malgrat que en moltes ocasions s'ha apuntat que el topònim podria tenir un origen preromà o indoeuropeu, les recerques més recents apunten que el nom Artà té un clar origen islàmic. Concretament, prové de la tribu berber Ayt Iraten, una comunitat amaziga originària de la Cabília (nord d'Àfrica) que es va establir a la zona durant l'ocupació musulmana d'al-Andalus. Aquesta tribu, en particular, va tenir una gran influència en el desenvolupament de diverses localitats de Mallorca, i es considera que Artà era un dels seus assentaments principals.
Durant l'època medieval, la vila d'Artà era coneguda com "l'Almudaina", nom que feia referència al castell d'Artà i la seva funció com a centre administratiu i de defensa del territori. Aquest nom també es va utilitzar per designar el "Reial" o districte d'Artà, que incloïa diversos nuclis de població de la zona. El topònim Artà passaria a identificar, més tard, només la vila, mentre que el districte seguia mantenint l'ús del terme "Almudaina" fins al segle xv.
D'altra banda, l'origen de la forma "Ayt Iraten" (la tribu berber que va establir-se a Artà) ha estat fonamentada en estudis lingüístics i arqueològics que apunten a la importància d'aquesta tribu en la configuració de la identitat local. A més, es coneix que la presència de grups amazics va deixar una influència notable en els noms de llocs i la toponímia de la Mallorca musulmana.
Els habitants d'Artà són coneguts com artanencs (més coneguts en plural com "artanencs" i "artanenques").

## Medi físic

### Situació
Artà està situat a l'extrem nord-oriental de l'illa de Mallorca, a uns 70 km (61 km en línia recta) de la capital, Palma, i ocupa una superfície de 139,79 km², sent un dels municipis més grans de la comarca de Llevant. La seva situació geogràfica el fa un punt estratègic dins de l'illa, amb un entorn natural espectacular que inclou el massís de la serra Artana, el més alt i compacte de les Serres de Llevant.
Una de les màximes elevacions d'Artà és la Talaia Freda, amb 561 metres d'altitud, que ofereix una vista panoràmica de la costa i els voltants. Un altre punt elevat important és el puig de Ferrutx (519 metres), situat a l'oest del municipi, que forma part de la mateixa cadena muntanyosa. Aquest relleu muntanyós defineix la morfologia de la zona i crea una gran diversitat de microclimes i hàbitats naturals.
El municipi es beneficia d'una gran riquesa paisatgística, amb una combinació de terres muntanyoses, boscos mediterranis i una costa d'una bellesa espectacular. Les platges d'Artà, com Cala Torta i Cala Mitjana, estan envoltades per un paisatge de penya-segats i vegetació típica de la zona, que contribueixen a la seva gran afluència de turistes.
Aquesta zona muntanyosa és també un lloc de gran importància ecològica, amb nombroses espècies autòctones de flora i fauna que es poden trobar en els espais protegits, com el Parc Natural de la Península del Llevant. La Serra Artana i els seus voltants formen un important pulmó verd per a la regió i una destinació popular per a amants del senderisme i l'ecoturisme.
Els vessants de la muntanya han jugat un paper crucial en la història econòmica i social del municipi, amb la ramaderia, l'agricultura i la mineria com a activitats tradicionals lligades a aquest paisatge accidentat. Actualment, la preservació d'aquests espais naturals és una prioritat per al municipi, com a part d'un model de desenvolupament sostenible.

### El paisatge

#### La costa

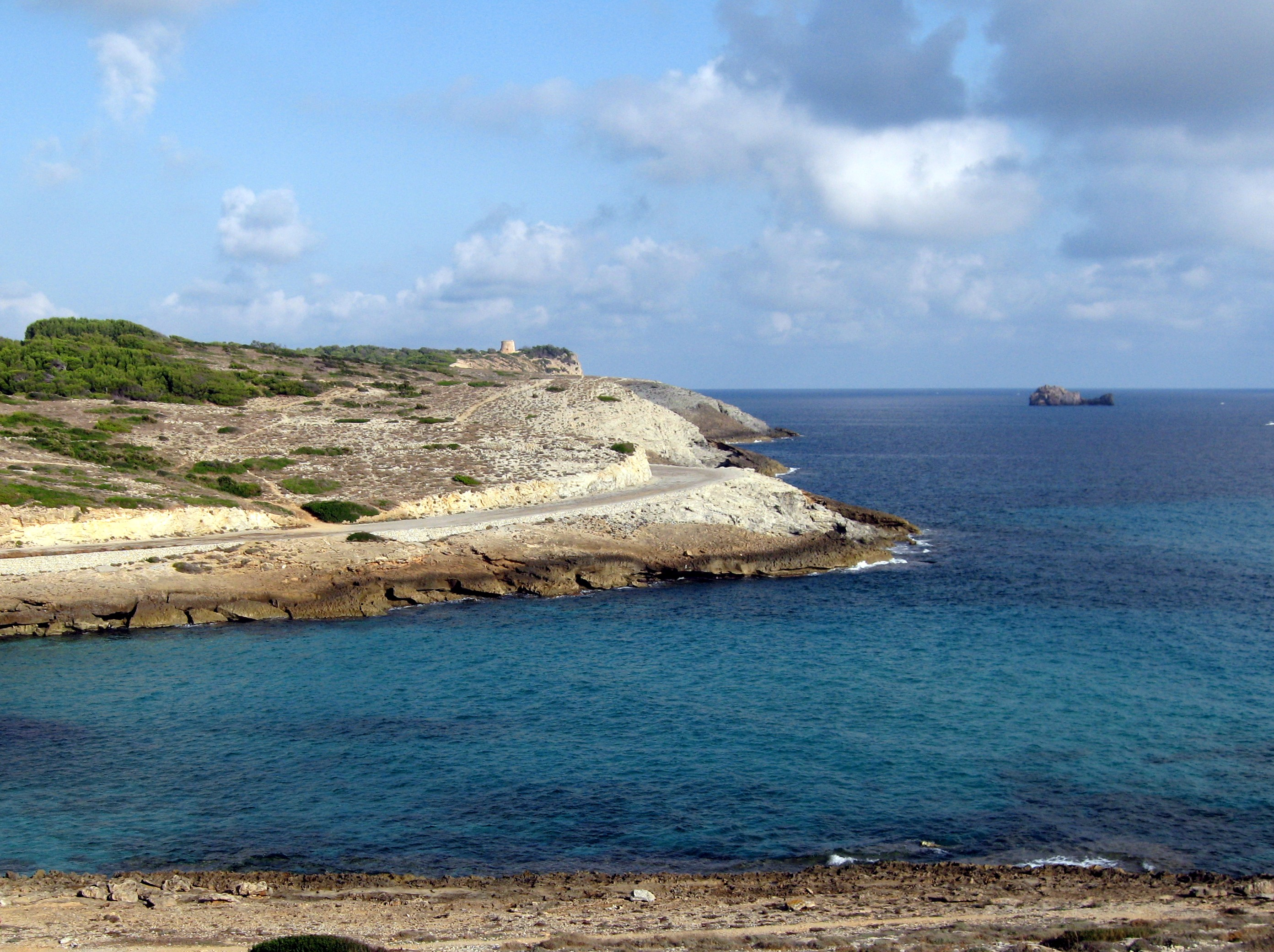
La costa nord d'Artà

La costa artanenca s'estén per una longitud de 25 km. Aquesta zona destaca per la seva bellesa natural, amb una gran diversitat de paisatges, que inclouen platges d'arena, formacions dunares i impressionants penya-segats. Els espais més destacats de la costa són:
- Sa Canova: Una platja de gran interès ecològic, amb una formació dunar que és un hàbitat natural important per a diverses espècies de flora i fauna. La platja de sa Canova està protegida com a part de l'espai natural de la Reserva Natural de s'Albufera des Grau.
- La Colònia de Sant Pere: Una plana costanera situada a la part més oriental de la costa, que destaca per la seva tranquil·litat i bellesa natural. Aquesta zona és coneguda per les seves aigües cristal·lines i la vegetació mediterrània que l'envolta.
- Cap de Ferrutx: Un promontori amb alts penya-segats que s'aixequen sobre el mar, proporcionant una vista espectacular. Aquest lloc és important per a la conservació d'espècies rares, com la Paeonia cambessedesii, una espècie de flor endèmica de les Illes Balears, i per ser refugi de diverses espècies d'aus rapinyaires, incloent l'àguila peixatera (Haliaeetus albicilla) i el falcó pelegrí (Falco peregrinus).[18]
- Les cales petites: Des de s'Arenalet d'Albarca fins a Cala Torta, la costa artanenca està formada per una sèrie de petites cales amb platges d'arena fina. Aquestes cales es caracteritzen per la seva bellesa verges i la tranquil·litat que ofereixen als visitants. Enmig d'aquestes cales es troben dos punts d'interès importants:
  - La Torre d'Albarca: Una torre de vigilància que formava part de la xarxa de defensa costanera de Mallorca, construïda per protegir-se dels atacs pirates.[19]
  - El Faralló d'Albarca: Una formació rocallosa impressionant situada al llarg de la costa, coneguda per les seves espectaculars vistes i la seva biodiversitat marina.[20]

Aquesta costa és una de les més protegides de l'illa, ja que forma part de diversos espais naturals protegits com el Parc Natural de la Península del Llevant, que busca conservar les espècies autòctones i mantenir l'equilibri ecològic de la zona. La rica biodiversitat de la costa artanenca és també un atractiu turístic, amb un creixent interès pel senderisme i l'ecoturisme a les àrees protegides.
La costa d'Artà també és fonamental per al desenvolupament de l'economia local, amb el turisme com una de les fonts principals d'ingressos. Tanmateix, les autoritats locals treballen per equilibrar la conservació de l'entorn natural amb les necessitats de desenvolupament sostenible de la regió.

#### La vall
El paisatge de la vall d'Artà és un dels més emblemàtics de la comarca de Llevant, destacant-se per la seva bellesa natural i la seva rellevància ecològica. Aquesta vall, envoltada de muntanyes i serres, conserva extensions de boscos d'alzinar mediterrani, una de les formacions forestals més característiques de les Illes Balears. L'alzinar és una zona d'interès ecològic, ja que aquest ecosistema acull una gran varietat d'espècies vegetals i animals endèmics, com ara el reietó (Hiera waldheimii) i altres espècies de flora autòctona.
Les terres de la vall, dividides en petites parcel·les delimitades per parets seques, han estat utilitzades per a l'agricultura durant segles. Els conreus tradicionals de la vall inclouen arbres fruiters com els ametlers, figueres i garrovers, que continuen essent una part fonamental de l'economia rural local. Aquestes espècies vegetals, a més de tenir un valor econòmic, formen part del paisatge típic de la zona i són importantíssimes per a la biodiversitat local. Les figueres, per exemple, són un dels productes emblemàtics de la regió, conegudes per la seva qualitat i sabor.
Aquest tipus de cultiu és també una part important del patrimoni cultural i agrícola d'Artà, ja que el sistema de parets seques ha estat utilitzat al llarg dels segles per establir límits agrícoles i evitar l'erosió del sòl, contribuint a la preservació del paisatge rural. Aquestes tècniques tradicionals continuen sent valorades per la seva sostenibilitat i la seva capacitat de mantenir l'equilibri ecològic de la zona.
A més, la vall forma part d'un dels espais naturals més protegits de la zona, amb diverses iniciatives de conservació orientades a la protecció dels seus hàbitats naturals i la seva biodiversitat. La seva rica flora i fauna fa que sigui un lloc d'interès per a l'ecoturisme, amb rutes i senders que permeten als visitants descobrir la bellesa d'aquests paisatges de manera respectuosa amb el medi ambient.

#### La muntanya
A la muntanya d'Artà, la vegetació natural és predominantment formada per grans extensions de càrritx, garrigues i mates, així com diverses espècies de garrigues i ullastres. Les siluetes dels garballons (Chamaerops humilis), una espècie autòctona de palmera, són característiques d'aquesta zona. Aquest ecosistema alberga una gran varietat d'espècies vegetals i animals adaptades a les condicions de la muntanya. Entre la fauna, cal destacar la presència d'espècies com el gavilà, l'esparver o el xoriguer (Falco tinnunculus), i diverses espècies de rèptils, com la Sargantana gimnèsica (Podarcis lilfordi).
El conreu d'olivera ha estat històricament una activitat agrícola de gran importància a la muntanya artanenca, tot i que actualment s'ha anat abandonant en moltes zones. Aquest cultiu aprofitava els pendents de les muntanyes gràcies a la tècnica de la construcció de marges de paret seca, característica comuna a les terres de muntanya. Les possessions de la muntanya, com la de Son Sureda, eren centres d'activitats agrícoles i ramaderes importants fins fa pocs segles. Aquestes possessions, amb els seus edificis emblemàtics, són testimonis de la importància de l'agricultura en la història del municipi.
La Serra Artana és el massís més alt i compacte de les serres de Llevant i ocupa una part significativa de la península nord-oriental de l'Illa de Mallorca. Les màximes elevacions corresponen a la Talaia Freda (561 m) i al Bec de Ferrutx (519 m). Aquest massís presenta un paisatge muntanyós espectacular, amb escarpades cingleres i valls profundes, que són d'interès tant per a geòlegs com per a amants de la natura.

#### Territori i flora
Els principals indrets patrimonials del municipi són: El poblat talaiòtic de ses Païsses, el talaiot de Sa Canova, el monestir de Bellpuig, el recinte emmurallat i santuari de Sant Salvador, l'església de la Transfiguració del Senyor, l'ermita de Betlem, el convent franciscà, la torre d'Albarca i la talaia Morella. Així mateix tenen interès arquitectònic, les cases de les possessions i els casals del nucli antic.
La flora actual de les Illes Balears comprèn unes 1.500 espècies de les quals aproximadament 150 són endèmiques (a nivell subespecífic). La seva localització es concentra principalment als roquissars litorals i als penya-segats; a les garrigues i els boscos els endemismes són escassos.
Entre les plantes endèmiques destaquen: Arenaria grandiflora ssp. glaberescens, Globularia cambessedesii, Hypericum balearicum, Digitalis minor, Dianthus rupicola ssp. bpcchoriana, Ginesta dorycnifolia, Crocus cambessedesii, Lotus tetraphyllus, Erodium richardii o Paeonia cambessedessi.

### Clima

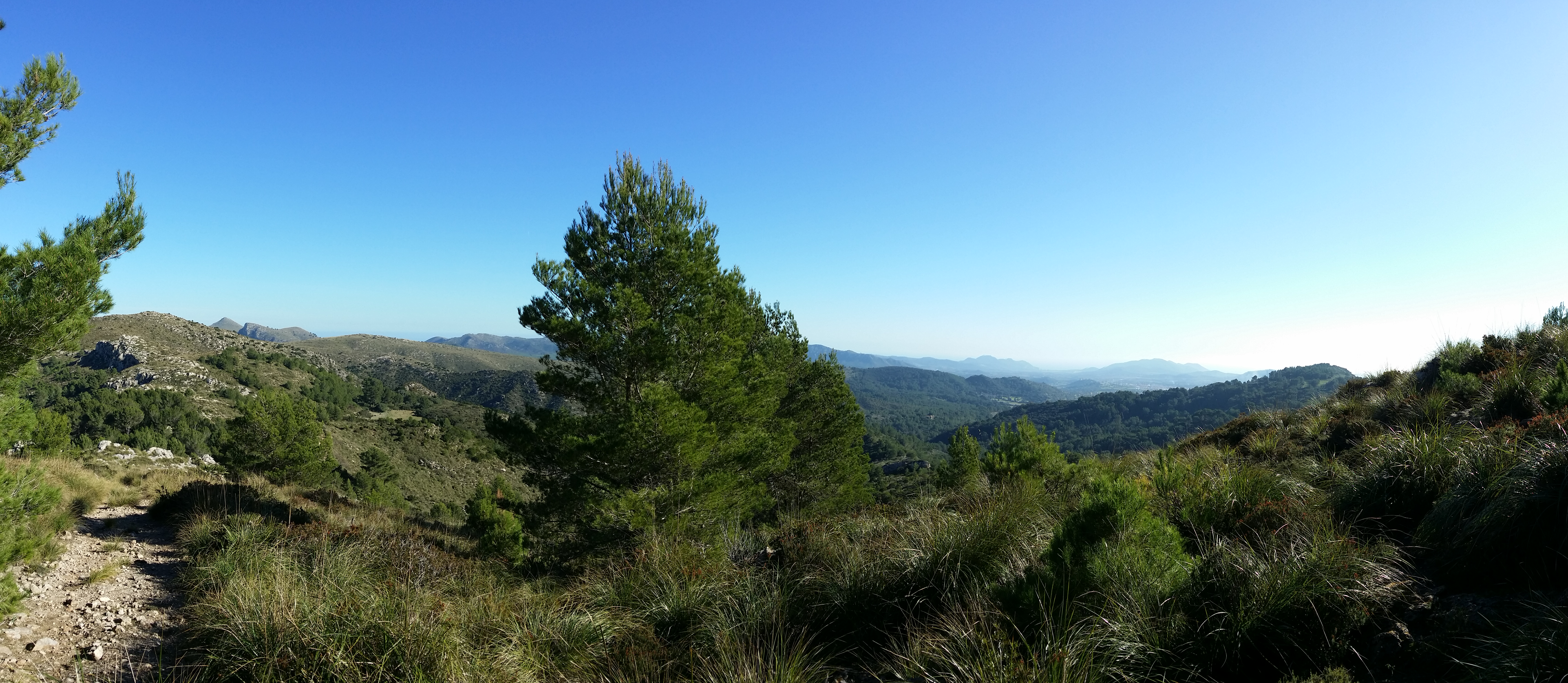
Es pot veure el paisatge de la zona, caracteritzat per una vegetació mediterrània típica, influïda pel clima de la zona.

El clima d'Artà és de tipus clima mediterrani (Csa segons la classificació climàtica de Köppen), amb estius calents i secs i hiverns suaus i humits. La seva ubicació a la costa nord-est de Mallorca li atorga una certa influència marítima, que moderada les temperatures extremes.
Les temperatures a Artà varien entre els 10°C durant els mesos més freds (gener i febrer) i els 30°C durant els mesos més calorosos (juliol i agost). Les precipitacions són més abundants durant la tardor i l'hivern, amb mitjanes anuals que oscil·len al voltant dels 400-600 mm, sent novembre el mes més plujós.
A causa de la seva proximitat a la mar, el municipi experimenta una relativa humitat durant tot l'any, amb valors més alts a l'hivern. Les hores de sol són abundants, amb més de 2.500 hores anuals, la qual cosa fa que el clima sigui favorable per al turisme i les activitats a l'aire lliure durant gran part de l'any.
Les temperatures mitjanes anuals a Artà oscil·len entre els 15°C i els 18°C, amb un clima suau que fa que sigui una destinació atractiva durant tot l'any per aquells que busquen un clima agradable.

### El municipi

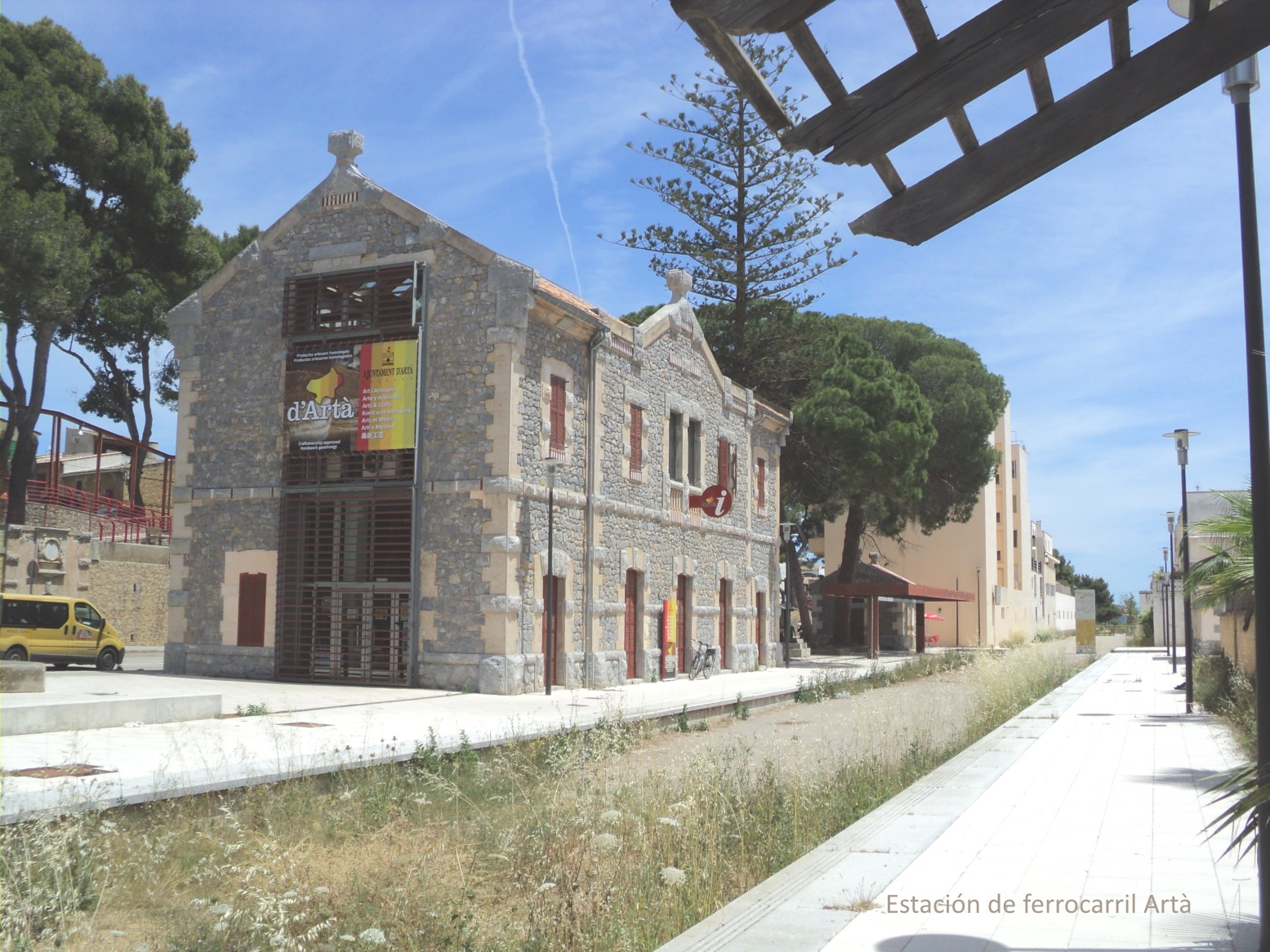
Estació d'Artà

#### Artà
Al centre d'una ampla i extensa vall i al peu d'un pujol s'estén el poble d'Artà, dominat pel recinte emmurallat de Sant Salvador i per l'església d'estil gòtic. A la població hi viuen uns 8.300 habitants. Hi destaca el nucli antic, dominat per les residències i els casals dels antics senyors de les possessions, les grans finques del terme municipal. Altrament, el fet que el municipi no hagi rebut directament l'impacte turístic ha permès de mantenir gairebé intactes les antigues tradicions (festes com les de Sant Antoni, amb els dimonis i els foguerons; artesanies com els brodats mallorquins i l'obra de palma; menjars típics com les panades, els rubiols o la sobrassada) i ha contribuït a preservar l'ambient característic del poble mediterrani.

#### Colònia de Sant Pere
La Colònia de Sant Pere és un petit nucli costaner de gran interès històric i turístic, situat a la costa nord-est de Mallorca, dins el municipi d'Artà. Aquest nucli va ser fundat a finals del segle xix com una colònia de repoblament agrari, inicialment amb l'objectiu de promoure l'agricultura i la pesca a la zona. Durant els primers anys, va ser habitada principalment per treballadors que es dedicaven a les tasques agrícoles, especialment a l'explotació de les terres per al conreu de vinyes, ametlers i altres cultius. Amb el temps, la colònia va experimentar una lenta però constant expansió, fins a convertir-se en una zona residencial tranquil·la, especialment després de la meitat del segle xx.
Avui dia, la Colònia de Sant Pere es caracteritza per la seva tranquil·litat, envoltada de paisatges naturals de gran bellesa, amb vistes a la mar i a les muntanyes. El seu entorn conserva conreus de vinyes i ametlers, tot i que aquests han cedit pas al turisme i a les activitats d'oci. El nucli és també conegut per la seva platja de sorra fina i les seves petites cales, que atrauen visitants a la zona, principalment durant la temporada turística.
A més, la Colònia de Sant Pere destaca per la seva arquitectura, amb edificis de tradició popular mallorquina i algunes cases de segona residència. Tot i que ha mantingut una estructura urbana petita i poc massificada, la zona és cada cop més una destinació residencial i turística de referència al nord-est de Mallorca.

## Població
| Entitat de població      | Habitants (2024) |
| Artà                     | 7.427            |
| Colònia de Sant Pere     | 717              |
| Urbanització Montfarrutx | 175              |
| Betlem                   | 71               |
| s'Estanyol               | 57               |
| Urbanització Sant Pere   | 39               |
| Font: INE                |                  |

La població d'Artà és de 8.387 habitants. Aquesta xifra es distribueix entre el nucli urbà d'Artà i altres zones del municipi, com la Colònia de Sant Pere, així com diverses urbanitzacions com Montferrutx, s'Estanyol, Betlem i Sant Pere.
En els darrers anys, ha augmentat la població que resideix en zones disperses o cases de foravila, un total de 859 persones al 2022, que ja estan comptabilitzades dins el total de la població d'Artà segons les darreres estadístiques.
| 1497 f | 1515 f | 1553 f | 1717 | 1787  | 1857  | 1877  | 1887  | 1900  | 1910  |
| ------ | ------ | ------ | ---- | ----- | ----- | ----- | ----- | ----- | ----- |
| -      | -      | -      | -    | 5.258 | 4.634 | 5.143 | 5.893 | 5.831 | 5.689 |

| 1996  | 1998  | 2000  | 2002  | 2004  | 2006  | 2008  | 2010  | 2012  | 2014  |
| ----- | ----- | ----- | ----- | ----- | ----- | ----- | ----- | ----- | ----- |
| 5.971 | 5.936 | 6.140 | 6.305 | 6.524 | 6.730 | 7.113 | 7.549 | 7.629 | 7.382 |

| 2016  | 2018  | 2020  | 2022  | 2024  | 2026 | 2028 | 2030 | 2032 | 2034 |
| ----- | ----- | ----- | ----- | ----- | ---- | ---- | ---- | ---- | ---- |
| 7.448 | 7.671 | 7.984 | 8.062 | 8.387 | -    | -    | -    | -    | -    |

| 2001  | 2002  | 2003  | 2004  | 2005  | 2006  | 2007  | 2008  | 2009  | 2010  | 2011  | 2012  | 2013  | 2014  | 2015  | 2016  | 2017  | 2018  | 2019  | 2020  | 2021  | 2022  | 2023  | 2024  |
| 6.228 | 6.305 | 6.578 | 6.524 | 6.649 | 6.730 | 6.802 | 7.113 | 7.411 | 7.549 | 7.553 | 7.629 | 7.415 | 7.382 | 7.381 | 7.448 | 7.541 | 7.671 | 7.845 | 7.984 | 7.984 | 8.062 | 8.208 | 8.387 |

### Llinatges
Els llinatges més habituals a Artà són Ginard, Sureda i Massanet, seguits de Ferrer, Carrió, Tous, Esteve (Esteva), Sanxo (Sancho), Gili (variant més freqüent de Gil), Riera, Alsamora (Alzamora), Mestre, Vives, Nicolau i Servera. A més, també hi trobem altres llinatges menys comuns a la resta de l'illa, com Lliteres (Lliteras), Llaneres (Llaneras) i Amorós.

## Història
Les restes arqueològiques mostren com l'ocupació humana de la contrada artanenca comença en el període pretalaiòtic, tot i que la majoria de jaciments que avui es pot observar corresponen al megalitisme talaiòtic (poblat de ses Païsses, talaiot de sa Canova…). Hi hagué poblats que continuaren habitats en època romana, com segurament fou el cas del que devia estar situat a l'actual puig de Sant Salvador, on també hi han trobat restes talaiòtiques. En època musulmana probablement es bastí dalt d'aquest puig una ciutadella o almudaina per ser refugi i defensa dels pobladors disseminats de la zona. Aleshores, la península artanenca era anomenada Yartân i era uns dels tretze districtes en què es dividia l'illa. Aquest districte incloïa també els actuals termes municipals de Capdepera i Son Cervera. El dia 31 de març de 1230, diumenge del Ram, es rendiren els darrers musulmans resistents a Artà.

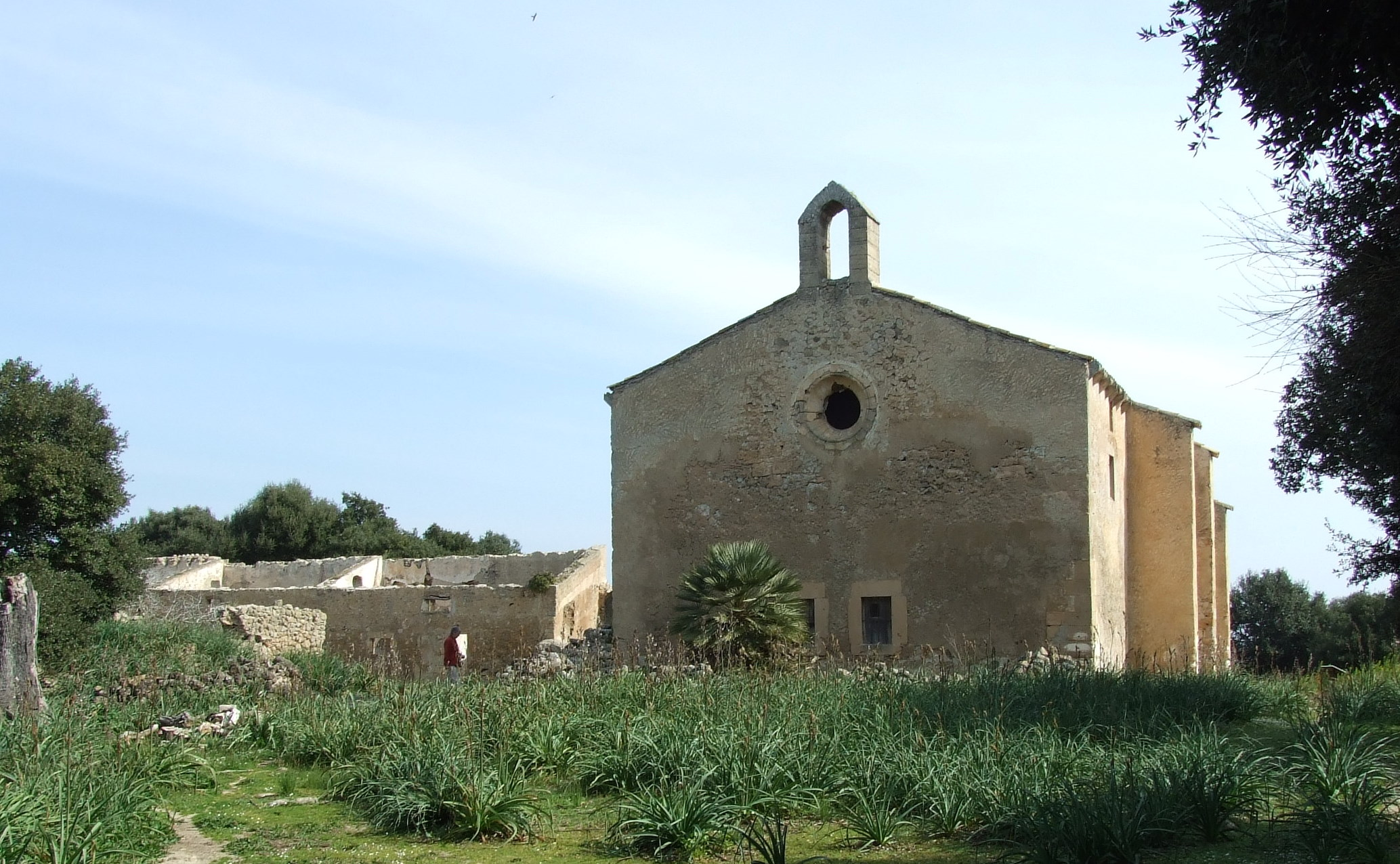
Santa Maria de Bellpuig

La fundació de la vila està vinculada a l'arribada dels monjos premonstratesos de Santa Maria de Bellpuig, a l'Urgell, que, arran de la conquesta catalana (segle xiii), fundaren el priorat homònim, Santa Maria de Bellpuig. El 1425 l'abat suprimí el priorat artanenc, feu tornar els monjos a l'abadia mare i el lloc esdevengué una casa de camp, que encara es conserva.
Entre els segles XVI i xviii la població augmentà considerablement. Les activitats agrícoles eren predominants encara que també es desenvolupà una considerable activitat tèxtil. A final del segle xvi, Rafel Serra fundà el convent dels franciscans.
El 1820 el poble d'Artà va patir els estralls ocasionats per la pesta bubònica, que causà més de 1.200 víctimes. Al segle xix es va produir la segregació de Capdepera i Son Servera. Aleshores el terme d'Artà presentava encara una estructura agrària latifundista en la qual els grans terratinents posseïen bona part de les terres del municipi. A final d'aquesta centúria va adquirir importància l'obra de palma, que emprava sobretot mà d'obra femenina i reportava un complement indispensable per a la subsistència de nombroses famílies pageses. El 1880, la parcel·lació de les terres de la zona nord-occidental de la Devesa de Ferrutx donà lloc al nucli costaner denominat la Colònia de Sant Pere. És una colònia agrícola que, al llarg del segle xx, ha adquirit una funcionalitat turística sense perdre la personalitat tradicional.
El 1921 s'inaugurà la línia de ferrocarril que unia Artà amb Manacor i a partir dels anys seixanta l'economia del municipi es va diversificar arran de l'explosió turística.
Línia del temps d'Artà:
- Prehistòria
  - Pretalaiòtic
    - Cova del Turó del Molí: al nucli de la Colònia de Sant Pere: únic exemple de cova artificial d'enterraments al municipi.
    - Poblat de navetes de na Xinxeta
    - Les coves Bartolines i la cova del capità (coves naturals retocades)
    - La cova de la Devesa (cova natural d'enterrament)
    - Dolmen de s'Aigua Dolça (2000-1600 aC)

  - Talaiòtic
    - Poblat de Ses Païsses
    - Poblat de sa Canova (Talaiot de les Llengües i la clova del Xot)
    - Poblat de can Pamboli
    - Talaiot de Can Blai
- Dominació romana
  - Possible fortalesa a Sant Salvador
- Època musulmana
  - Districte de Yartân
  - Almudaina (fortalesa amb una mesquita, finalitat defensiva i de refugi)
- Repoblament
  - Districte d'Artà
  - Creació de la vila d'Artà (Almudaina)
  - Torre de Canyamel
  - Priorat de Santa Maria de Bellpuig
  - Conjunt arquitectònic de Sant Salvador
  - La Devesa
- Edat moderna
  - Església Parroquial de la Transfiguració (1573-1816)
  - Convent franciscà de Sant Antoni de Pàdua (s.XVII)
  - Possessions
  - Casals senyorials d'Artà (posades): Can Sureda, Can Cardaix
  - Sistema defensiu costaner: torre d'Albarca, la talaia Morella
- Època moderna
  - Segle XIX
    - Fundació de l'ermita de Betlem (1805)
    - Pesta bubònica (1820)
    - Fundació de la Colònia de Sant Pere (1880)
    - Nou Santuari de Sant Salvador
    - Segregació de Capdepera i Son Servera
    - Posada dels Olors

  - Segle XX
    - Casals colonials
    - Ca n'Epifani (edifici modernista)
    - Inauguració del ferrocarril Artà-Manacor (1921)
    - Fundació del Museu Regional d'Artà (1928)
    - Construcció de l'edifici i la plaça de l'Ajuntament (1941)
    - Eleccions democràtiques (1979)
    - Na Batlessa (1986)
    - El Govern de les Illes Balears compra 1.254 hectàrees d'Albarca i el Verger (2000)
    - Teatre d'Artà (2001)

## Fills il·lustres
- Rafael Tous i Massanet (1776-1816) — Músic i poeta, conegut per la seva obra dins del corrent de la música clàssica mallorquina. Va destacar especialment pel seu talent com a compositor i per la seva contribució al món literari de l'època, amb diverses composicions i textos poètics que són referències dins de la cultura balear.[38]
- Rafael Blanes Tolosa (1878-1975) — Banquer i empresari, va ser una figura destacada dins de l'economia de les Illes Balears durant el segle XX. Va fundar una de les entitats financeres més importants de l'illa i va ser una figura clau en el desenvolupament econòmic de la zona. També va tenir una implicació activa en el desenvolupament de la infraestructura de transport, com el projecte del ferrocarril que connectava Artà amb altres municipis de la zona.[39][40]
- Josep Melià Pericàs (1939-2000) — Advocat, polític i escriptor. Va ser una personalitat rellevant en l'àmbit polític i jurídic a Mallorca, destacant per la seva tasca com a defensor dels drets humans i per la seva participació activa en diversos moviments socials i polítics. A més, va publicar obres literàries que han tingut una gran influència a la literatura mallorquina contemporània.[41]

### Persones il·lustres
- Antoni Llinàs i Massanet (1635-1693) Religiós
- Antoni Lliteres i Carrió (1673 – 1747) Compositor
- Joan Baptista Sancho (1772 o 1776 - 1830) Compositor i missioner
- Sebastià Gili i Vives (1811-1894) Sacerdot
- Antoni Blanes Joan (1820-1885) Comerciant
- Llorenç Garcias i Font (1885-1979) Farmacèutic i botànic
- Miquel Sureda i Blanes (1885-1957) Metge
- Francesc Sureda i Blanes (1888-1955) Escriptor
- Josep Sureda i Blanes (1890-1984) Químic, escriptor
- Rafael Ginard i Bauçà (1899-1976) Folklorista
- Bartomeu Flaquer Carrió (1912-1986) Ciclista
- Pep-Francesc Sureda i Blanes (1916-1983) Metge i pintor
- Antoni Gili Ferrer (1932-2010) Historiador
- Rafael Piris Esteva (1932-2011) Futbolista
- Jeroni Fito i Cantó (1933-1995) Periodista
- Bernat Nadal Ginard (1942) Metge
- Bartomeu Torres Bernat (1949) Sindicalista pagès
- Pep Tosar (1961) Actor i director
- Catalina Serra (1962) Periodista
- Miquel Piris Obrador (1968) Periodista
- Miquel Alzamora Riera (1974) Ciclista
- Maria Antònia Sureda Martí (1975) Diputada
- Abdón Prats Bastidas (1992) Futbolista
- Xisca Tous (1992) Triatleta
- Sergi Darder Moll (1993) Futbolista
- Enric Mas Nicolau (1995) Ciclista

## Política
A les eleccions municipals de 2023, acudiren a les urnes 3.578 dels 5.736 artanencs que hi foren cridats, la qual cosa representa un 62,38% de participació. D'aquests vots, 3.433 (95,95%) foren per a candidatures polítiques, 68 (1,90%) en blanc, i 77 (2,15%) vots nuls.
| Candidatura | Candidatura                                  | Cap de llista              | Vots  | Regidors | % vots |
| ----------- | -------------------------------------------- | -------------------------- | ----- | -------- | ------ |
|             | Partit dels Socialistes de les Illes Balears | Manolo Galán Massanet      | 1.500 | 6        | 41,92% |
|             | Independents d'Artà                          | Macu Moreno Mayal          | 772   | 3        | 21,58% |
|             | Proposta per les Illes                       | Maria Antònia Sureda Martí | 682   | 2        | 19,06% |
|             | Partit Popular de les Illes Balears          | Juan Lliteras Espinosa     | 479   | 2        | 13,39% |
|             | Vot en blanc                                 |                            | 68    | -        | 1,90%  |
|             | Vot nul                                      |                            | 77    | -        | 2,15%  |
| Total       | Total                                        | 3.578                      | 3.578 | 13       |        |

El partit socialista, el PSIB-PSOE, va aconseguir un rècord de vots amb 1.500 suports, una xifra mai assolida per cap partit polític a Artà des del restabliment de la democràcia. Després d'aquestes eleccions, es va signar un pacte de govern entre el PSIB-PSOE i El Pi, pel qual Manolo Galán Massanet seguirà com a batle durant els propers quatre anys, i Maria Antònia Sureda Martí d'El Pi seria la primera tinenta de batle. Maria Bel Llinàs Pastor, del PSIB, ocupa el càrrec de segona tinenta de batle.

## Economia
A l'economia local pren un pes destacat del sector serveis, la producció local i el turisme. En aquest context, la marca D’Artà, creada el 2014, ha esdevingut un motor per impulsar la producció local de productes agroalimentaris, artesanals i serveis turístics. Amb una xarxa de seixanta projectes, aquesta iniciativa compta amb una botiga ubicada a l'antiga Estació del Tren, gestionada des de 2016 en col·laboració amb l'Associació Empresarial d'Artà.
Segons dades de la Fundació Impulsa Balears, el 2020 Artà genera un impacte econòmic de 117,1 milions d'euros anuals. El sector serveis fou el principal motor econòmic, representant el 74,6% del volum de negoci. Dins aquest sector, les activitats immobiliàries aportaren el 20% del volum econòmic, mentre que el sector de l'allotjament i restauració contribuïren amb el 13,7%, a més de ser una de les principals fonts d'ocupació amb el 18,3% dels llocs de treball.
El turisme és una de les activitats econòmiques més destacades, gràcies a atractius com el Parc Natural, el Santuari de Sant Salvador i diverses platges. Aquest sector ha impulsat el desenvolupament d'infraestructures i ha generat ocupació en àmbits com l'hostaleria i el comerç. A més, el turisme rural o agroturisme ha guanyat importància en l'economia local. Tanmateix, l'estacionalitat i la pressió sobre els recursos naturals plantegen reptes per a la sostenibilitat a llarg termini.
Altres sectors econòmics rellevants inclouen el comerç, que genera el 13% del volum econòmic total i el 16,4% de l'ocupació, i la construcció, que aporta el 17% del volum de negoci i el 21,2% dels llocs de treball. La indústria i l'agricultura, tot i tenir menys pes, continuen contribuint amb un 7% i un 1,6% del volum de negoci, respectivament. La darrera, manté una presència significativa amb cultius com ametlles, figues, garrofes i olives. La ramaderia també contribueix al teixit econòmic del municipi, especialment amb la producció de derivats com formatges artesanals i sobrassada.

## Serveis

### Escoles
El municipi d'Artà disposa de diversos centres educatius, tant públics com concertats, repartits entre el nucli urbà i la Colònia de Sant Pere.
A dins del nucli urbà, hi ha quatre escoles:
- Centre d'Educació Infantil Pou de Sa Lluna[46]
- Centre d'Educació Infantil i Primària Na Caragol[47]
- Col·legi Concertat Sant Bonaventura[48]
- Col·legi Concertat Sant Salvador (imparteix estudis d'Infantil, Primària i ESO).[49]

A la Colònia de Sant Pere, es troba el CEIP Rosa dels Vents i l'EEI Estrella de Mar és una escola d'educació infantil ubicada allà mateix, que ofereix una formació educativa inicial a nins i nines en un entorn acollidor i educatiu.
A més, Artà compta amb un institut de secundària, l'IES Llorenç Garcías i Font, que ofereix ensenyament de ESO, Batxillerat i alguns mòduls de formació professional de grau mitjà i grau superior. Aquest institut acull alumnes no només de la vila d'Artà, sinó també de Sant Llorenç des Cardassar i, en alguns casos, de Capdepera.
El CEPA Artà (Centre d'Ensenyament de Persones Adultes) és un centre educatiu que ofereix formació a adults, amb programes d'alfabetització, idiomes, així com cursos de preparació per a la prova d'accés a la universitat i altres formacions. Aquest centre té com a objectiu facilitar l'educació i la formació contínua als residents de la zona.

### Instal·lacions esportives
Artà compta amb diverses infraestructures esportives. La més gran és el Poliesportiu Municipal de Na Caragol, del febrer del 1975, un equipament ubicat al barri de Na Caragol, que inclou un pavelló, tres pistes de tennis descobertes d'asfalt, una piscina coberta i una pista coberta multiesport. Aquest poliesportiu és un dels espais més importants per a la pràctica de diversos esports, com el vòlei, el bàsquet, el judo, el futbet i el tennis. A més, s'utilitza durant els matins pels centres escolars del municipi per a l'assignatura d'Educació Física. La piscina està oberta tot l'any, de 9 h a 22 h, mentre que la resta de les instal·lacions estan obertes a partir de les 17 h. La gestió d'aquests espais és pública, amb alguns casos de concessió administrativa, com és el cas de la piscina, que està gestionada per l'empresa Aiguaesport des de fa 25 anys, i que ara opta a una pròrroga per a 10 anys més.
Un altre equipament destacat és el Camp Municipal de Ses Pesqueres, on es disputa la majoria de partits de futbol del Club Esportiu Artà. Aquesta instal·lació inclou un camp de futbol amb gespa artificial i és la principal infraestructura per a la pràctica del futbol a Artà.
A la Colònia de Sant Pere, es troba el Poliesportiu de la Colònia de Sant Pere, que compta amb una pista poliesportiva descoberta per a activitats esportives a l'aire lliure. A més, Artà també disposa d'un hipòdrom, situat al camí de Carrossa, el qual és gestionat pel Club Hípic d'Artà mitjançant un conveni amb l'Ajuntament i on es duen a terme entrenaments d'hípica.
Totes aquestes instal·lacions esportives són essencials per al desenvolupament de l'activitat física i esportiva al municipi, amb un gran nombre de ciutadans utilitzant-les diàriament per a la pràctica de diferents esports i activitats recreatives.

#### Clubs esportius
Els principals clubs esportius del poble artanenc són:
- Club Esportiu Artà Arxivat 2009-02-27 a Wayback Machine. (Futbol)
- Club Esportiu Sant Salvador d'Artà Arxivat 2020-09-18 a Wayback Machine. (Bàsquet)
- Club Ciclista Artanenc (Ciclisme)
- Club Tennis Artà (Tennis)
- Club Vòlei Artà (Vólei)
- Club AiguaEsport Artà (Natació)
- Club Atletisme Artà (Atletisme)
- Club Esportiu Reis i Dames de Llevant (Escacs)
- Associació Pesca Recreativa de Llevant (Pesca)
- Club Colombòfil Artanenc (Colombòfila)
- Club Hípic Artà (Hípica)
- Societat de Caçadors Bellpuig (Caça)
- Amics de la Psicomotricitat (Psicomotricitat)
- Club Agility Artà (Agility)
- Club Nàutic Colònia de Sant Pere (Esports nàutics)
- Centre d'Estudi Renshinkan (Judo)
- Nordic Walking Llevant (Marxa nòrdica)
- Club Acrobàcies Artà (Acrobàcies)

### Infraestructures
A part de les infraestructures ja mencionades, Artà disposa d'altres instal·lacions importants que contribueixen al desenvolupament de la localitat. Una part del municipi forma part del Parc Natural de la Península del Llevant, una àrea protegida de gran valor ecològic que atrau turistes i amants de la natura. Aquest parc inclou una gran diversitat de paisatges, com muntanyes, cales i boscos, i és un dels principals recursos naturals de la zona.
Pel que fa a les infraestructures industrials, Artà compta des de fa pocs anys amb el Polígon Industrial dels Pujols, situat a l'entrada del municipi. Aquest polígon té com a objectiu afavorir el desenvolupament econòmic de la localitat. Tot i que actualment hi ha poques empreses instal·lades, representa una aposta per la diversificació econòmica i la creació de llocs de treball. El polígon està gestionat per Gestur Balear, una empresa que facilita la gestió i l'administració d'aquests espais industrials. Es preveu que, a mesura que s'incrementi la demanda d'espais industrials, el polígon pugui contribuir de manera significativa al creixement econòmic de la zona. Amb una extensió de 2,3 hectàrees, el Polígon Industrial dels Pujols es troba en fase de creixement i té com a objectiu dinamitzar l'economia local i proporcionar espais per a noves empreses.
A més, Artà ha invertit en la modernització de les infraestructures bàsiques, com les xarxes de subministrament d'aigua, electricitat i telecomunicacions, així com en la millora de les vies de comunicació que connecten Artà amb altres municipis de l'illa, amb l'objectiu de millorar la qualitat de vida dels seus habitants.

### Transport

#### Ferrocarril

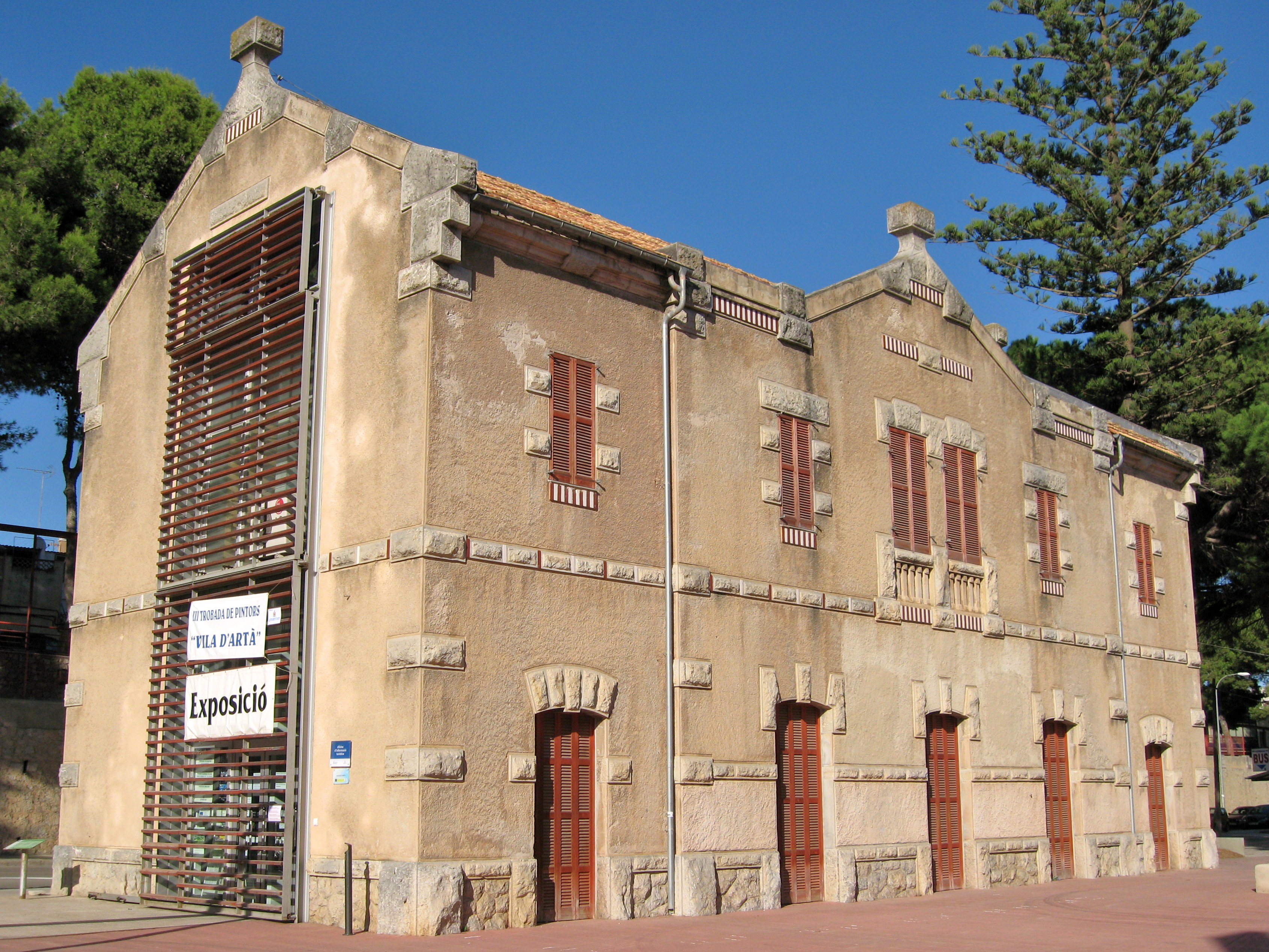
Estació de ferrocarril

El 1921 es va inaugurar la línia de ferrocarril que unia Artà amb Manacor, la qual va ser una infraestructura clau per a la connexió del municipi amb altres localitats. Tanmateix, aquesta línia es va tancar el 1977.
Després del tancament de la línia, els veïns de la zona de Llevant de Mallorca van realitzar diverses reivindicacions per la reobertura del tren. Entre aquestes, destaca la marxa en favor del tren, que cada any inclou una caminada per les antigues vies. Aquestes accions van portar a l'impuls del "segon pacte de progrés", que va promoure un projecte de recuperació del servei ferroviari pel traçat antic. Aquest projecte preveia la creació d'un tren tramvia, amb l'objectiu de connectar Manacor amb Artà, passant per Sant Llorenç i Son Servera. Els veïns de Capdepera també van sol·licitar la seva inclusió en el projecte, tot i que aquest tram es va veure com el més complicat per l'absència de vies antigues, fet que va portar a l'estudi de diverses alternatives.

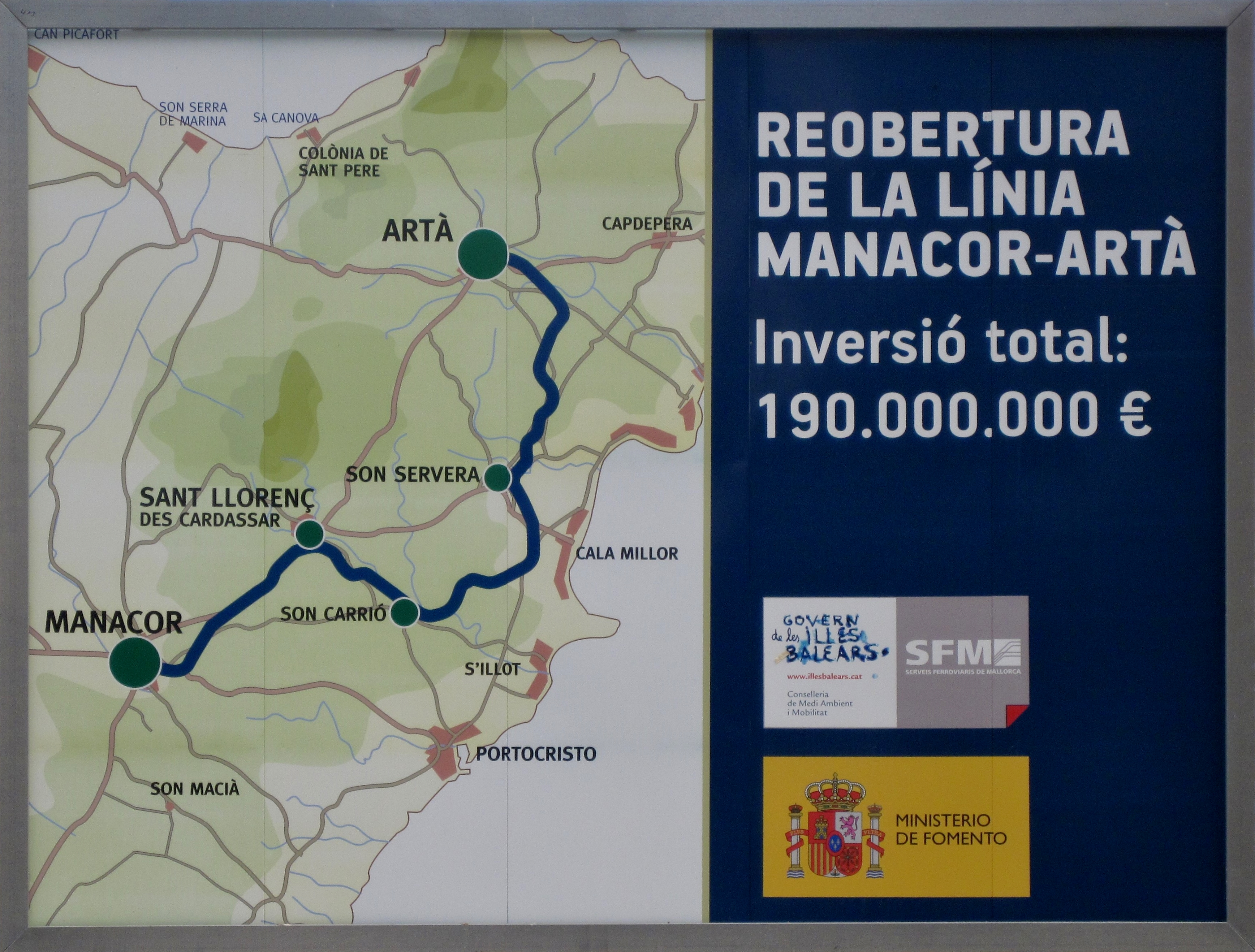
Cartell de reobertura de la línia Manacor-Artà

El 18 de febrer de 2010, el Consell d'Administració de Serveis Ferroviaris de Mallorca va aprovar les adjudicacions d'obra per a la recuperació d'aquest traçat, amb una inversió prevista de 75.006.629 euros. Les obres van començar a l'abril de 2010, però el 2011, el Govern de José Ramón Bauzà (PP) va aturar els treballs quan aquests ja estaven avançats. Finalment, al març de 2014, es va iniciar un nou projecte per transformar el traçat ferroviari inacabat en una via verda, convertint-lo en un itinerari ambiental per a vianants i ciclistes.

#### Autobús i bus urbà
Artà disposa d'un servei de transport públic mitjançant línies d'autobús que connecten el municipi amb altres localitats de l'illa. La línia de bus que enllaça Cala Rajada amb la línia de tren de Manacor facilita l'accés al transport ferroviari per aquells que es desplacen des de la zona costanera. A més, existeix una línia directa de bus entre Cala Rajada i Palma, proporcionant una connexió regular entre la costa i la capital de l'illa.
El servei de bus urbà dins del municipi permet desplaçaments entre Artà i la Colònia de Sant Pere.

### Mitjans de comunicació
Artà compta amb diversos mitjans de comunicació d'àmbit local que serveixen per informar i entretenir la seva població, a més de contribuir a la vida cultural i social del municipi. Els principals mitjans són:
- Bellpuig: Revista mensual de caràcter informatiu i cultural que es distribueix a Artà i als voltants. Aquesta revista tracta temes locals com a esdeveniments, activitats culturals, entrevistes i actualitat del municipi. A més, té una secció dedicada a la història i tradicions artanenques.
- Ràdio Artà Municipal: 107.9 FM. Ràdio local que ofereix una àmplia programació que inclou notícies, música, entreteniment i programes especialitzats en la cultura i els esdeveniments locals. Aquesta emissora té un paper important com a mitjà de comunicació immediat i de proximitat per als habitants de la vila i la seva àrea d'influència. A més, promou la participació ciutadana mitjançant espais oberts a les associacions i veïns.

#### Desapareguts
- revista Llevant: Publicació que va ser activa a la zona de Llevant de Mallorca, dedicada a la informació local i cultural. La revista va desaparèixer després de diversos anys de divulgació, contribuint al desenvolupament de la comunitat amb articles sobre esdeveniments locals, tradicions i cultura popular.
- Tresor dels Avis: Revista que es va centrar en la memòria històrica i les tradicions de les generacions passades. A través de les seves pàgines, va fer un gran treball de preservació de la història oral i les vivències dels ancians del municipi, fins que va desaparèixer per motius diversos.

### Altres
A més dels serveis habituals d'una vila, Artà disposa d'una sèrie d'infraestructures i serveis essencials que juguen un paper clau en el benestar i seguretat de la comunitat:
- Guàrdia Civil: Artà compta amb una caserna de la Guàrdia Civil que abasteix una àmplia zona de l'est de Mallorca. Aquesta caserna serveix per cobrir Artà, Capdepera (incloent tots els seus districtes) i Son Servera, i és un dels serveis de seguretat més importants per a la vigilància i protecció d'aquestes localitats. A més de la seguretat pública, la Guàrdia Civil també realitza tasques de seguretat viària i assistència en casos d'emergència.
- Biblioteca Na Batlessa: Situada a l'edifici històric de Na Batlessa, la biblioteca d'Artà és un punt de referència cultural al municipi. Ofereix una àmplia col·lecció de llibres, revistes i altres materials, així com activitats educatives i culturals per a totes les edats. A més de la seva funció com a centre de lectura, la biblioteca organitza esdeveniments i programes de foment de la lectura i la cultura local.
- Bombers d'Artà: Els bombers de Artà estan situats a prop del Camp de Futbol i tenen una gran responsabilitat en la seguretat del municipi i la seva àrea d'influència. Aquesta infraestructura és fonamental per a la resposta immediata en casos d'incendis, accidents o altres emergències. A més, col·laboren amb altres cossos de seguretat per garantir la protecció dels veïns i del patrimoni natural de la zona.
- Punt d'Atenció Continuada d'Artà (PAC): Artà compta amb un Punt d'Atenció Continuada situat a l'interior del poble, que forma part del sistema de salut pública de les Illes Balears. Aquest servei mèdic ofereix atenció urgent durant les hores en què els centres de salut no estan oberts, com també atenció per urgències menors i proves ràpides. Tot i la seva importància, el municipi espera la construcció d'un nou Centre de Salut d'Artà, projecte que es troba en fase de licitació però actualment paralitzat. Aquest nou centre té com a objectiu millorar les condicions de salut i l'accés als serveis mèdics a tota la zona, incloent la renovació de les instal·lacions i l'ampliació dels serveis disponibles. La construcció de la nova infraestructura estava prevista per a properament, però s'ha retardat per motius administratius i econòmics.[62]
- Policia Local
- Protecció Civil d'Artà
- Punt verd d'Artà i Punt d'aportació de la Colònia de Sant Pere
- Estació depuradora d'aigües residuals (EDAR) d'Artà. Tracta un cabal d'entrada de 6.404 hectòmetres equivalents (h.e.) i té una població de disseny de 7.000 h.e.. El tractament que realitza és primari i secundari, amb un rendiment alt en l'eliminació de la demanda bioquímica d'oxigen (DBO5), la demanda química d'oxigen (COD) i els sòlids en suspensió (SST). No es realitzen tractaments addicionals com la desinfecció UV o l'eliminació de nitrogen i fòsfor.
- Escola Municipal de Música d'Artà

## Cultura

### Teatre

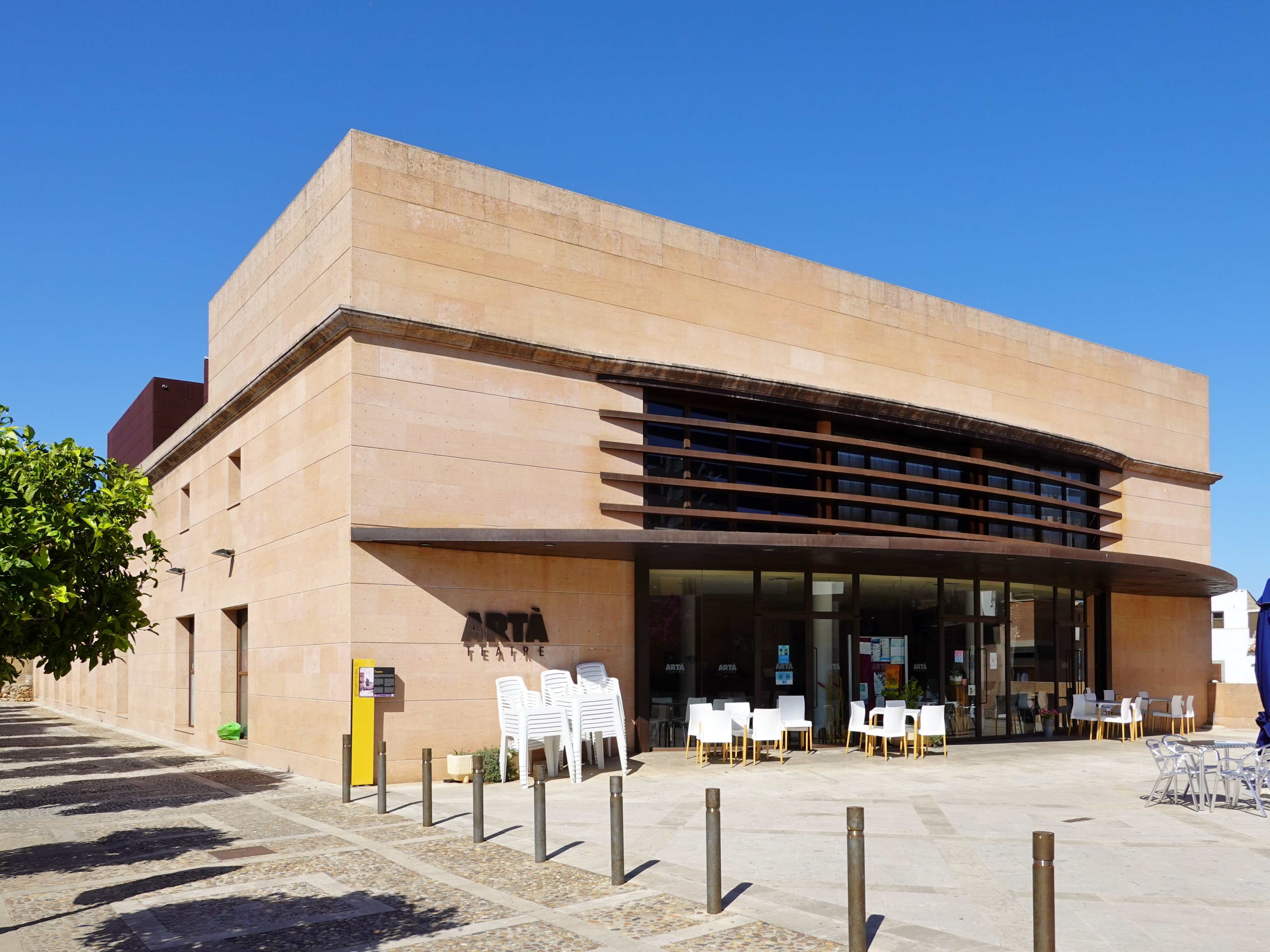
Exterior del Teatre d'Artà

El Teatre d'Artà és un dels principals espais culturals del municipi. Fundat al segle XIX, el teatre ha estat un punt de referència per a les arts escèniques a la localitat i un espai d'exhibició per a nombrosos espectacles de teatre, música i dansa. L'edifici, de caràcter històric, va ser restaurat i renovat en diverses ocasions per adaptar-lo a les necessitats culturals i socials del moment.
A més de les representacions teatrals locals, el Teatre d'Artà acull també activitats i esdeveniments culturals de caràcter regional i fins i tot internacional, sent un lloc d'important intercanvi cultural. Les seves instal·lacions permeten la realització de diversos tipus d'espectacles, incloent-hi cicles de cinema, concerts i altres manifestacions artístiques.
El teatre és gestionat per l'Ajuntament d'Artà, i es destaca per la seva tasca de foment de la cultura i l'art local, acollint representacions de companyies locals i actuant com a plataforma per a joves artistes. Amb una gran tradició en la comunitat, el Teatre d'Artà segueix sent un dels centres neuràlgics de la vida cultural del municipi.

### Festes

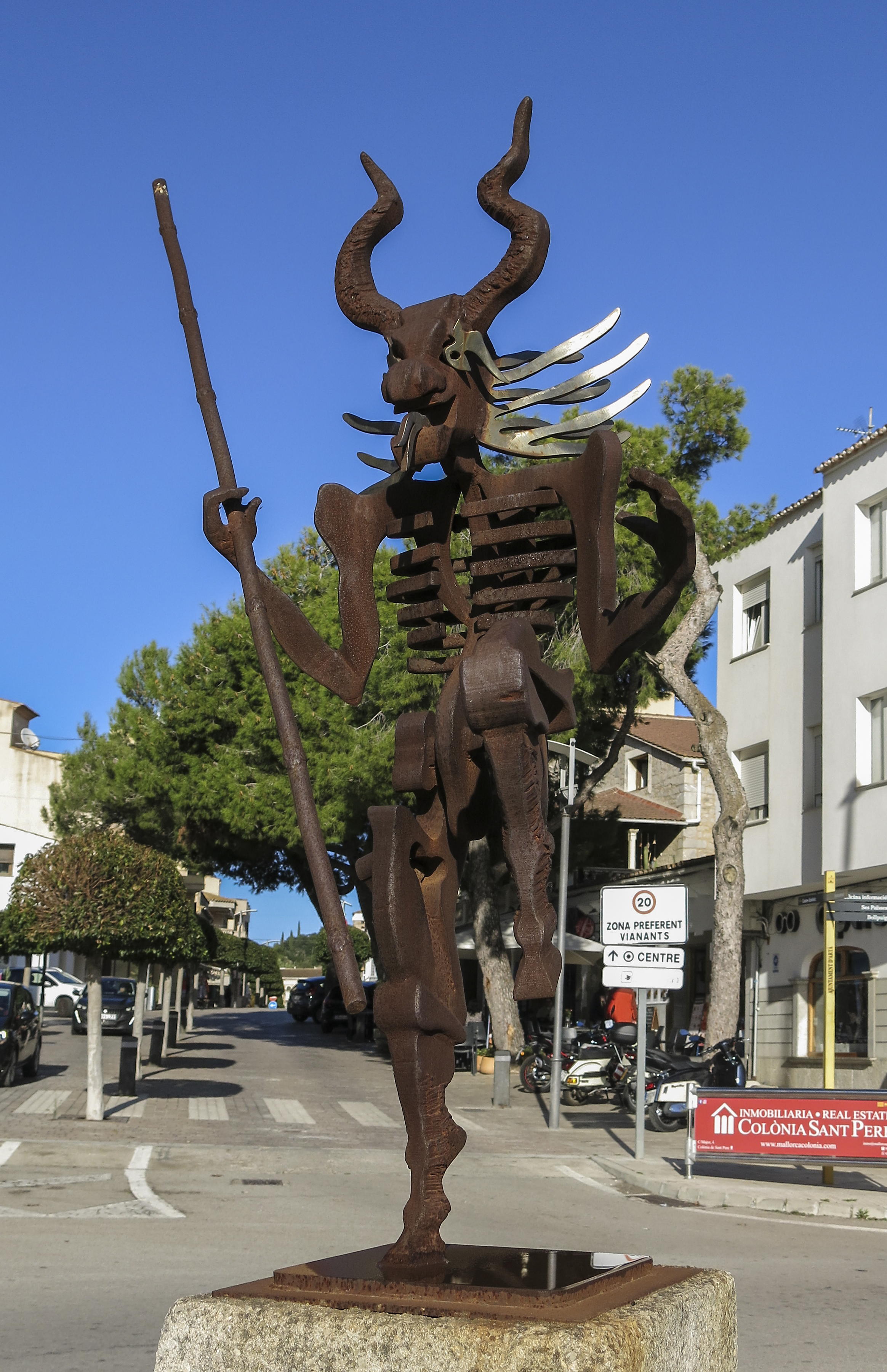
Monument al Dimoni

Artà és considerat als afores com un poble fester. La participació activa en totes les festes principals, sempre respectant la tradició, és un tret que encara les confereix més esplendor i les caracteritza. En ell s'hi duen a terme diverses festes o celebracions durant tot l'any tals com:
- Reis: 5 de gener. Els Reis Mags d'Orient visiten el nostre poble el vespre i reparteixen els seus regals.

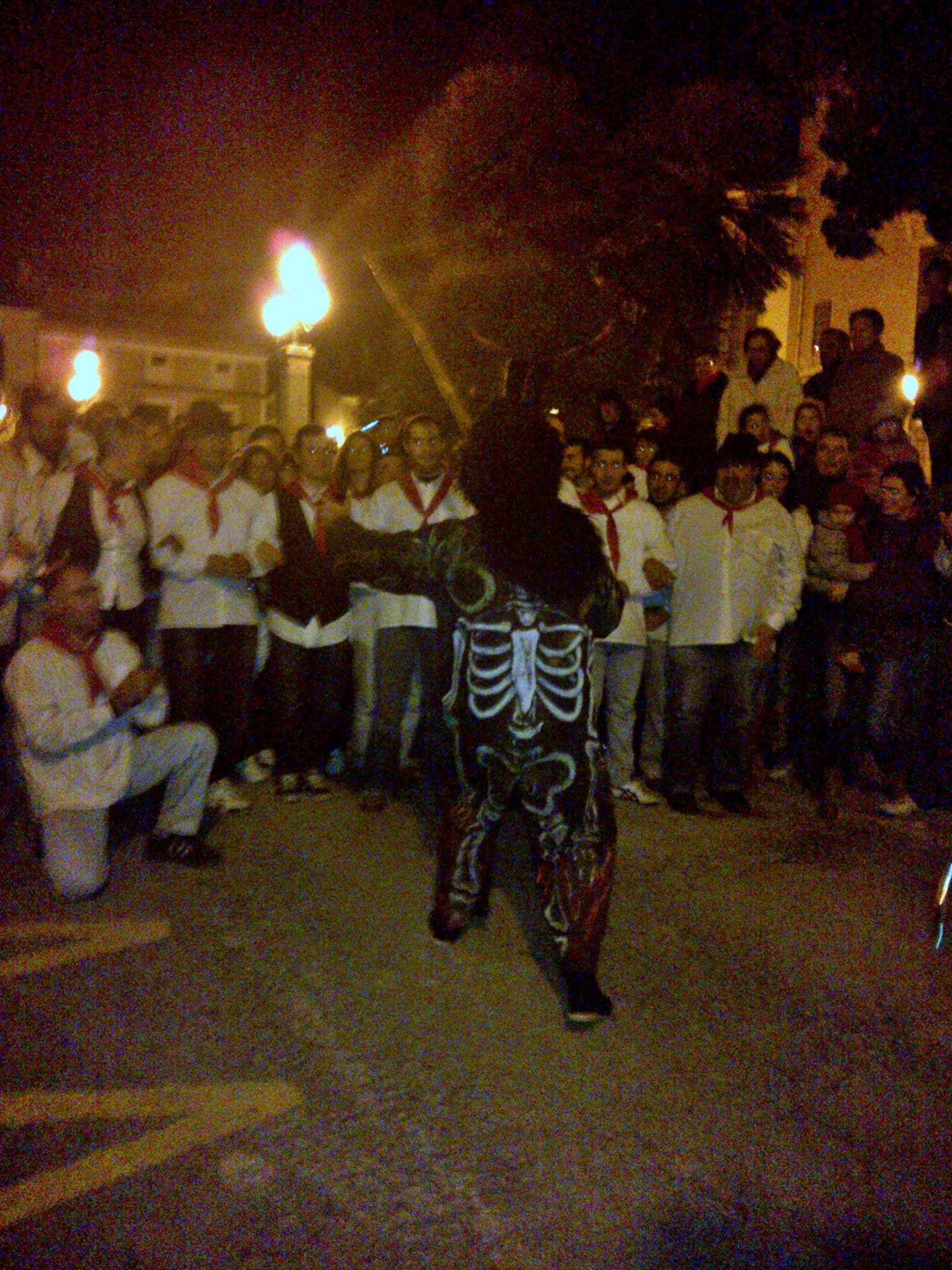
Dimoni petit d'Artà a Completes

- Festes de Sant Antoni a Artà: És, si més no, la festa més estimada i viscuda per tots els artanencs. Es tracta de les festes en honor de Sant Antoni Abat, que també se celebren en altres llocs de les Balears i algun lloc també de Catalunya. A Artà és un dels pobles on es congrega més gent, amb relació a la població. Els actes es divideixen en dos dies:
  - 16 de gener: El mati, es duu a terme la Capta. Consisteix a anar per tot el poble, on els dos dimonis, que ja han esdevingut pràcticament protagonistes de la festa, van ballant a certs llocs concretats anteriorment. Al llarg del matí arriben a fer més d'un centenar de balls o més de dos. S'anomena sa Capta, perquè anteriorment anaven els obrers recaptant diners pel Sant, cosa que també segueix fent-se a la vegada però que ja ha passat a un segon pla. Al capvespre, se celebra l'anada a Completes (anada cap a l'església a peu cantant cançons pròpies de la festa) i el mateix acte de Completes que es duu a terme dins l'església, la qual cada any es queda petita, i els darrers anys, inclús l'exterior també, de persones que no es volen perdre aquest emotiu acte. Posteriorment s'encenen els foguerons i els dimonis van ballant pels més importants.
  - 17 de gener: És el dia pròpiament de la festa. Aquest dia es duu a terme l'acte de Cavalcada i beneïdes, on a Artà és dels pocs o bé l'únic poble en què es diferencien aquestes dues. Als altres llocs només se sol fer una única volta, la qual és pròpiament la de les beneïdes. És el primer acte de les festes on surt representat el Sant. Posteriorment després de realitzar uns balls davant l'Ajuntament, es puja cap a l'església on se celebra la missa. Acabat l'acte possiblement més religiós de la festa, es torna cap a ca l'Obrer, on ja per acabar es canta l'Argument. Aquest és una sèrie de cançons on es narren els fets més importants passats l'any anterior al poble. Artà és el poble on s'ha conservat aquesta tradició durant més temps seguit i és dels pocs que encara perdura.
- Carnaval: La típica festa de disfresses amb actes centrats sobretot en el dijous i el dimarts d'abans del dimecres de cendra, en els quals és tradició que la gent es disfressi i recorri el poble cantant cançons grotesques al so de la ximbomba.
- Setmana Santa: En aquesta, fa uns anys en què és coneguda i admirada sobretot la representació que es duu a terme el divendres sant, l'acte de s'Endavallant al Santuari de Sant Salvador d'Artà.
- Cavallets: És la festa en honor de Sant Antoni de Pàdua també conegut com a Sant Antoni de Juny, en què es poden contemplar les evolucions dels cavallets i la dama al so de la música: nins vestits de manera peculiar, amb robes de coloraines, que interpreten danses molt antigues amb noms curiosos: ball de la Carrossa, ball dels Indis, ball dels Nans. Hi ha dos cavallets vermells i dos de negres, i el cavall de la dama és blanc.
- Festes de Sant Pere: Aquestes festes de finals de juny són les festes patronals de la Colònia de Sant Pere. Es duen a terme distints actes durant alguns dies, destacant els focs artificials des de la mar.
- Festes de Sant Salvador d'Artà: És la festa major d'Artà i se celebra durant la primera setmana d'agost. Actualment, solen durar una setmana, però fa pocs anys, arribaren a durar unes dues setmanes. També es duen a terme distints i variats actes, dels quals destaquen per participació, el correfoc, les revetlles (mal anomenades verbenes) (normalment dues, a més d'una que des del 2006 fa la Banda de Música que es transforma en una espècie d'orquestra i que molt aviat s'ha convertit en una de les preferides del públic artanenc i forà); igualment destaca la Cursa Popular (coneguda com la marató), Cursa de Carretons d'Artà, Concert Jove, Cercaviles amb els Capgrossos, Circuit Ciclista de Sant Salvador, exposicions i molts d'altres actes.
- Festes de Nadal: Les típiques festes familiars en què s'acomiada un any i entram en el següent, sempre ple de desitjos i propostes.

### Fires i Mercats
La fira d'Artà, el segon diumenge de setembre, també és una fita important en el calendari festiu anual. Una fira tradicionalment agrícola i ramadera que amb el pas dels anys ha anat incorporant nous elements d'exposició i que ha passat a tenir un marcat caràcter comercial i empresarial.
S'organitzen mostres de tota casta d'animals, d'artesania, de maquinària industrial, de cotxes i a les nombroses paradetes distribuïdes pel centre de la vila es poden trobar objectes i utillatges de tota mena. A més, es fan altres actes de caràcter cultural per complementar aquesta diada.
El mercat de la vila es fa tots els dimarts de l'any que no són festius a la Plaça del Conqueridor.

## Llocs d'interès
- Restes Talaiòtiques de Ses Païsses:

La comarca d'Artà va ser habitada des de fa molt de temps, com ho demostren els nombrosos jaciments arqueològics. De tots ells, destaca el poblat talaiòtic de Ses Païsses, el més important i característic de la zona oriental de l'illa de Mallorca.
- Sant Salvador:

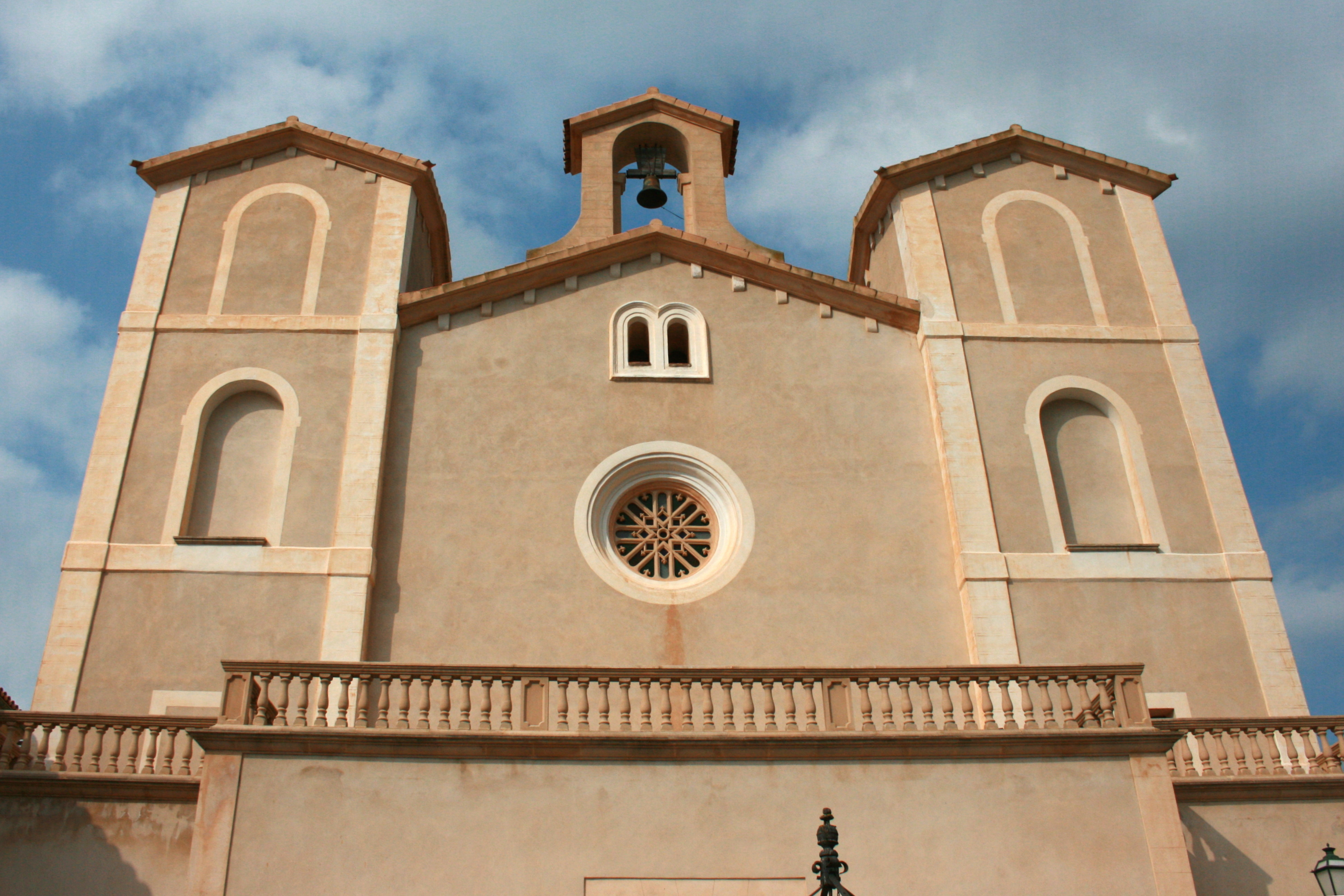
Sant Salvador d'Artà

Sant Salvador és, sens dubte, el lloc més emblemàtic d'Artà. Es tracta d'un conjunt arquitectònic emmurallat que inclou, a l'interior un santuari i les dependències del donat. S'hi pot accedir per una llarga escala de 180 escalons que parteix de l'església parroquial. La situació elevada dona al visitant una excel·lent visió panoràmica del poble d'Artà i de tot el terme municipal.
- Església parroquial de la transfiguració:

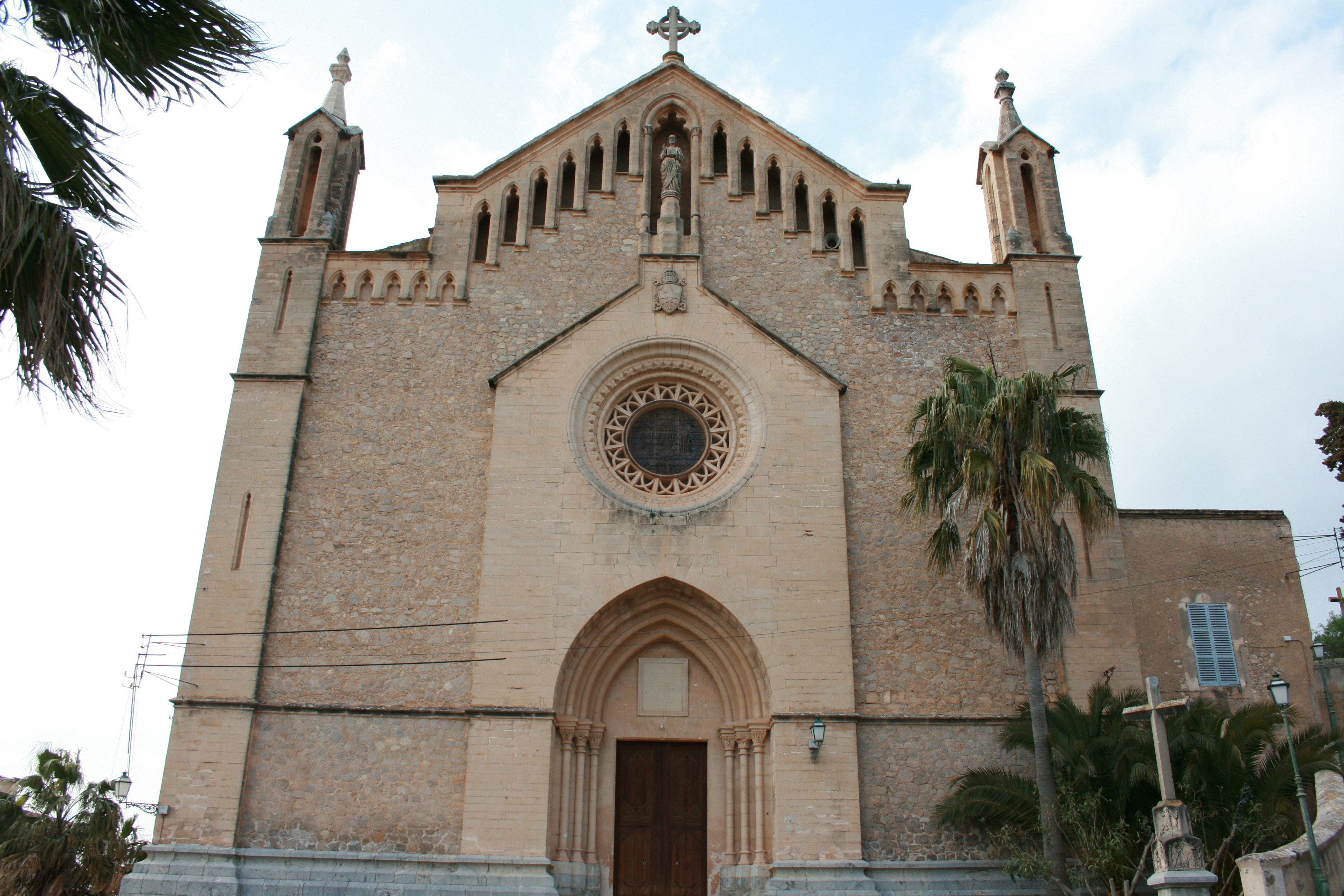
Església de la Transfiguració del Senyor

L'església actual és d'estil gòtic d'una sola nau amb volta de creuer. La construcció es va iniciar el 1573 i va substituir l'antic temple parroquial. A principi del segle xvii s'acabaren les obres de la capçalera, mentre que la totalitat de la volta no quedà enllestida fins a principi del segle xix (1816). Hi ha l'Orgue de la Parròquia de la Transfiguració.
- Talaiot de sa Canova:

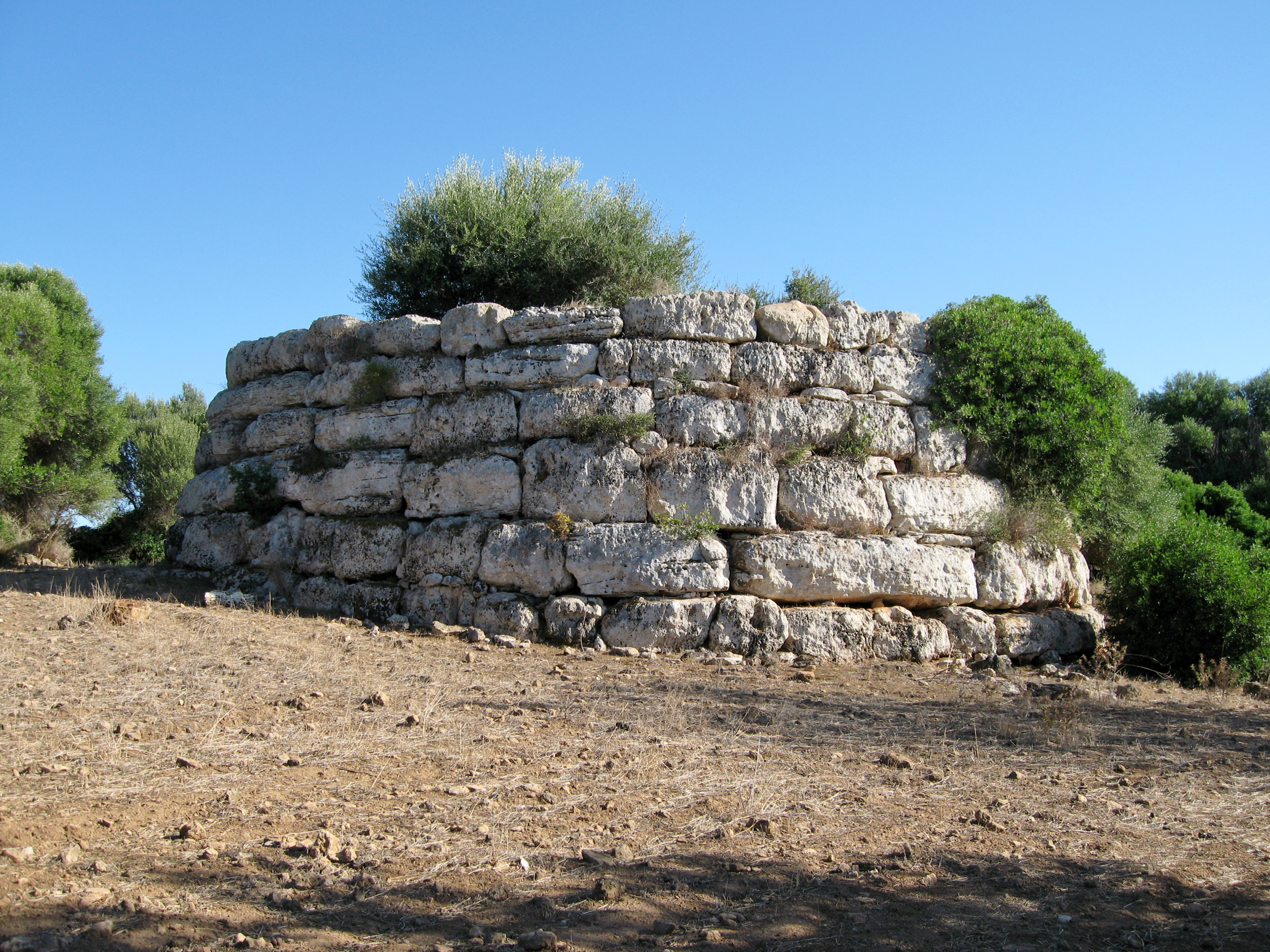
Sa Clova des Xot (Talaiot de sa Canova)

Es localitza a la possessió de sa Canova, a uns 150 m de la carretera que uneix Artà amb la Colònia de Sant Pere. Pertany, com ses Païsses, a l'època de la cultura talaiòtica i la cronologia aproximada abraça els anys 1300-1000 A.N.E.
- Museu Regional d'Artà:

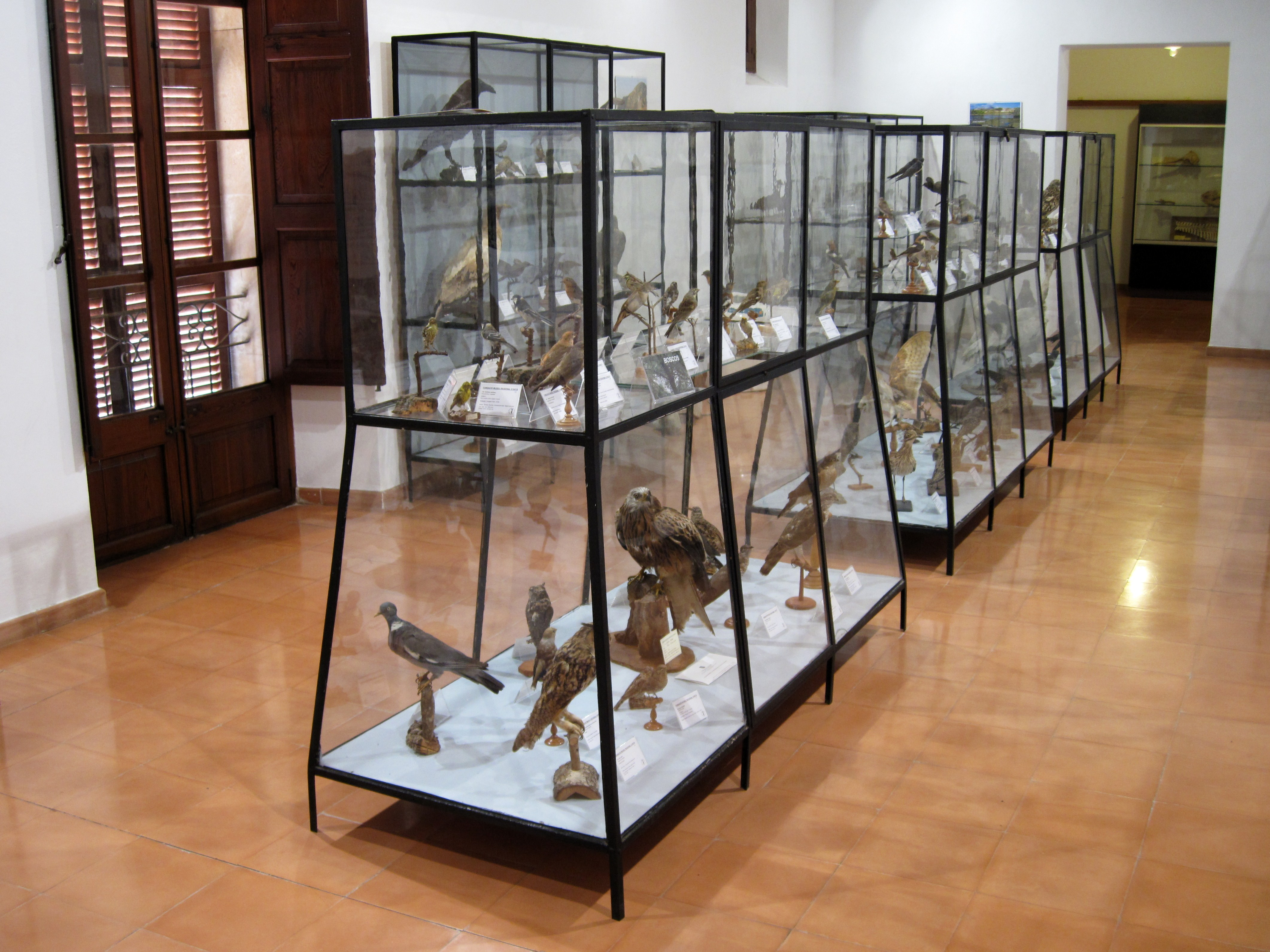
Museu Regional d'Artà

Es va fundar el 1927 a partir de la iniciativa d'un grup d'erudits artanencs, persones interessades a estudiar les manifestacions històricoarqueològiques i culturals de la nostra contrada.
- Priorat de Santa Maria de Bellpuig:

A la possessió de Bellpuig, a 3 km al sud-oest de la vila, els orígens del priorat de Santa Maria de Bellpuig es remunten al segle xiii, quan arran de la conquesta catalana de Mallorca, Jaume I va cedir (1230) als canonges premonstratesos de l'abadia catalana de Bellpuig de les Avellanes vuit alqueries situades a la zona nord-oriental de Mallorca.
- Ermita de Betlem:

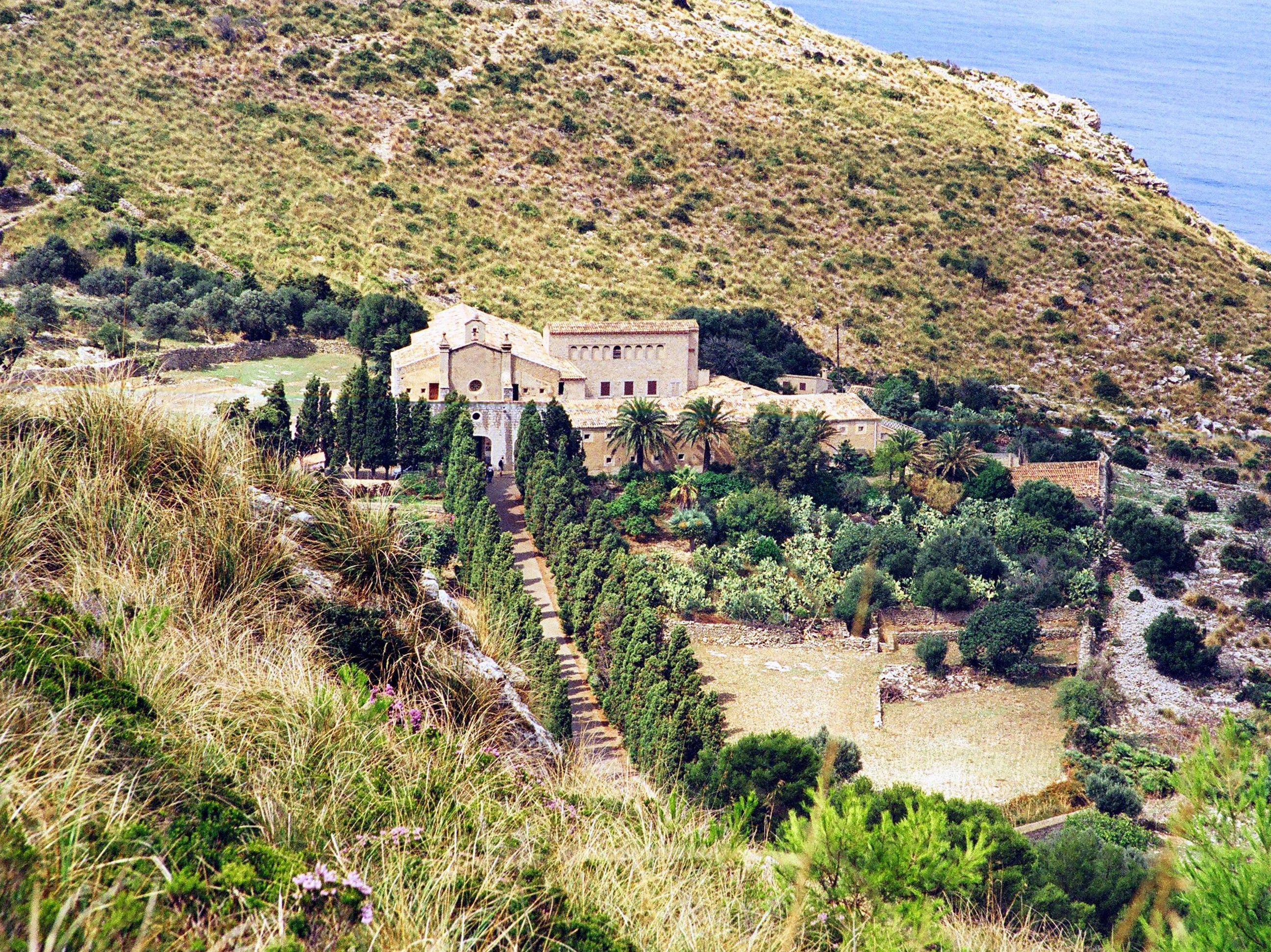
Ermita de Betlem, construcció del

A uns 10 km del nucli de població, l'ermita de betlem està situada dins l'antiga possessió de Ferrutx. Va ser fundada l'any 1805 per membres de les comunitats eremítiques de Randa i Valldemossa, a partir de la donació d'una petita extensió de terra que va fer Jaume Morei als ermitans i amb l'ajut econòmic d'altres benefactors com el cardenal Antoni Despuig.
- Na Batlessa:

Aquesta casa senyorial, que fou donada a l'Ajuntament el 1986, es va convertir en un edifici públic municipal de caràcter multifuncional amb dues sales d'exposicions, una sala d'actes i la Biblioteca Municipal. Al seu costat hi ha el teatre municipal.
- Convent Franciscà de Sant Antòni de Pàdua:

El convent va ser construït al segle xvii. L'església és d'una sola nau, amb volta de canó i de proporcions moderades. Presenta cinc capelles a cada lateral. El claustre forma un quadrat amb vint-i-quatre columnes i vint arcades de pedra d'arenisca. Al centre hi ha la cisterna. Hi ha l'orgue dins el convent.
- Casa-museu Can Cardaix:

Casa senyorial construïda el segle xvii situada al costat de l'ajuntament i el nucli antic del poble.